# Neoperla schmidi
Neoperla schmidi är en bäcksländeart som beskrevs av Aubert 1959. Neoperla schmidi ingår i släktet Neoperla och familjen jättebäcksländor. Inga underarter finns listade i Catalogue of Life.